# 进贤增四
室女座48，又名BD-02 3622，HD 113459、SAO 139131、HR 4937，是室女座的一颗恒星，视星等为6.59，位于銀經308.99，銀緯59.06，其B1900.0坐标为赤經12h 58m 45.2s，赤緯-3° 59.06′ 31″。